# Australian Championships 1935
Gli Australian Championships 1935 (conosciuto oggi come Australian Open) sono stati la 28ª edizione degli Australian Championships e prima prova stagionale dello Slam per il 1935. Si è disputato dal 5 al 14 gennaio 1935 sui campi in erba del Kooyong Stadium di Melbourne in Australia.
Il singolare maschile è stato vinto dall'australiano Jack Crawford, che si è imposto sul britannico Fred Perry in quattro set. Il singolare femminile è stato vinto dalla britannica Dorothy Round Little, che ha battuto l'australiana Nancy Lyle Glover in tre set. Nel doppio maschile si è imposta la coppia formata da Jack Crawford e Vivian McGrath, mentre nel doppio femminile hanno trionfato Evelyn Dearman e Nancy Lyle. Il doppio misto è stato vinto da Louise Bickerton e Christian Boussus.

## Risultati

### Singolare maschile
Jack Crawford ha battuto in finale  Fred Perry con il punteggio di 2–6, 6–4, 6–4, 6–4

### Singolare femminile
Dorothy Round Little ha battuto in finale  Nancy Lyle Glover con il punteggio di 1–6, 6–1, 6–3

### Doppio maschile
Jack Crawford /  Vivian McGrath hanno battuto in finale  Pat Hughes /  Fred Perry con il punteggio di 6–4, 8–6, 6–2

### Doppio femminile
Evelyn Dearman /  Nancy Lyle hanno battuto in finale  Louise Bickerton /  Nell Hall Hopman con il punteggio di 6–3, 6–4

### Doppio misto
Louise Bickerton /  Christian Boussus hanno battuto in finale  Birdie Bond /  Vernon Kirby con il punteggio di 1–6, 6–3, 6–3.